# Ricardo Lozano Picón
Ricardo José Lozano Picón (Bucaramanga, Santander; 1968) es un geólogo colombiano, designado en 2018 como Ministro de Ambiente y Desarrollo Sostenible de Colombia por el presidente Iván Duque Márquez.

## Biografía
Ricardo José Lozano Picón es geólogo de la Universidad Industrial de Santander de Bucaramanga y Especialista en Medios de Comunicación de la Universidad de los Andes de Bogotá.
Fue director del Instituto de Hidrología, Meteorología y Estudios Ambientales (IDEAM) durante cinco años.
Fue negociador de Colombia ante la Convención Marco de las Naciones Unidas sobre el Cambio Climático (UNFCCC, siglas en inglés) en varias reuniones y convenciones internacionales.
Ejerció la vicepresidencia alterna del Instituto Interamericano para las Investigaciones sobre Cambio Climático, sede Brasil y Washington.
En agosto de 2013 fundó el "People Earth Consulting". 
Creó el Centro Nacional de Agua que dirige una línea de investigación de la ANDI, generando información acerca de los recursos estratégicos del país.
Su compañero sentimental es el Tesorero de Davivienda, Marco Franco.